# Daniel Pinillos
Daniel Pinillos González (ur. 22 października 1992 w Logroño) – hiszpański piłkarz występujący na pozycji obrońcy w klubie Miedź Legnica. Wychowanek Logroñés, w swojej karierze grał także w takich zespołach jak Racing Santander B, Ourense, Córdoba CF oraz Barnsley F.C.